# Guldstadsgymnasiet
Guldstadsgymnasiet, är en av Skellefteås tre friskolor. Skolan ligger i centrala Skellefteå och startade hösten 2013. Huvudman för skolan är Honesta Skolutveckling AB, som även är huvudman för deras systerskolor Storsjögymnasiet i Östersund och Höga Kusten Teoretiska Gymnasium i Örnsköldsvik.

## Utbildningsprogram[2]
- Barn- och fritidsprogrammet (med inriktning fritid & hälsa)
- El- och energiprogrammet (med inriktning dator & kommunikationsteknik)
- Estetiska programmet (med inriktning estetik & media eller e-sport)
- Hantverksprogrammet (med inriktning frisör)
- Ekonomiprogrammet (med inriktning ekonomi eller e-sport)
- E-sportsakademin
- Fotbollsakademi